# Jan Bednarz
Jan Bednarz (ur. 31 maja 1961 w Czerwienne) – polski zakonnik zakonu paulinów

## Życiorys
Magister teologii, absolwent Wyższego Seminarium Duchownego Zakonu Paulinów w Krakowie. 
Po ukończeniu szkoły podstawowej i niższego seminarium wstąpił do zakonu Paulinów w sierpniu 1980. Odbył nowicjat w klasztorze w Leśniowie-Żarkach. Święcenia kapłańskie otrzymał w 1987 roku na Jasnej Górze.
W zakonie pełnił m.in. następujące funkcje: był wychowawcą kleryków w Krakowie (1993–1996), pierwszym i kilkudniowym proboszczem parafii paulinów w Toruniu oraz przeorem klasztoru we Włodawie w latach (2002–2008). Od roku 2008 do 2020 pełnił funkcję administratora generalnego zakonu (był odpowiedzialny za sprawy finansowe całego zakonu) i rezydował na Jasnej Górze. Od 21 czerwca 2020 roku jest proboszczem parafii św. Jana Chrzciciela i przełożonym klasztoru w Łęczeszycach.